# Pallavolo ai XVI Giochi asiatici - Convocazioni al torneo femminile
Elenco delle giocatrici convocate per i XVI Giochi asiatici.

## Cina
| N° | Nome        | Ruolo | Data di nascita   | Squadra  |
| -- | ----------- | ----- | ----------------- | -------- |
| -  | Yu Juemin   | All   | 11 maggio 1960    | -        |
| 1  | Wang Yimei  | S/O   | 11 gennaio 1988   | Liaoning |
| 2  | Zhang Lei   | S/O   | 11 gennaio 1985   | Shanghai |
| 3  | Yang Jie    | S     | 1º marzo 1994     | Shanghai |
| 4  | Shen Jingsi | P     | 3 maggio 1989     | Bayi     |
| 6  | Zhou Suhong | S     | 23 aprile 1979    | Zhejiang |
| 7  | Zhang Xian  | L     | 16 marzo 1985     | Yunnan   |
| 8  | Wei Qiuyue  | P     | 26 settembre 1988 | Tianjin  |
| 10 | Li Juan     | S     | 15 maggio 1981    | Tianjin  |
| 11 | Xu Yunli    | C     | 2 agosto 1987     | Fujian   |
| 12 | Xue Ming    | C     | 23 febbraio 1987  | Beijing  |
| 14 | Chen Liyi   | S     | 27 aprile 1989    | Tianjin  |
| 15 | Ma Yunwen   | S     | 19 ottobre 1986   | Shanghai |

## Corea del Nord
| N° | Nome          | Ruolo | Data di nascita   | Squadra       |
| -- | ------------- | ----- | ----------------- | ------------- |
| -  | Kang Ok-sun   | All   | 14 aprile 1946    | -             |
| 1  | Kim Un-jong   | -     | 2 luglio 1991     | Sobaeksu S.G. |
| 2  | Kim Yong-mi   | -     | 14 novembre 1992  | Sobaeksu S.G. |
| 3  | Jong Jin-sim  | -     | 1º febbraio 1992  | Sobaeksu S.G. |
| 5  | Han Ok-sim    | -     | 10 gennaio 1991   | Sobaeksu S.G. |
| 6  | Min Ok-ju     | -     | 2 settembre 1990  | Sobaeksu S.G. |
| 8  | Choe Ryon     | -     | 12 febbraio 1991  | Sobaeksu S.G. |
| 9  | Kim Kyong-suk | -     | 25 novembre 1988  | Sobaeksu S.G. |
| 10 | Ri Hyon-suk   | -     | 24 dicembre 1989  | Sobaeksu S.G. |
| 11 | Nam Mi-hyang  | -     | 30 luglio 1987    | Sobaeksu S.G. |
| 12 | Kim Hye-ok    | -     | 24 marzo 1988     | Sobaeksu S.G. |
| 13 | Kim Ok-hui    | L     | 23 settembre 1985 | Sobaeksu S.G. |
| 14 | Ri Sun-jong   | -     | 19 maggio 1990    | Sobaeksu S.G. |

## Corea del Sud
| N° | Nome           | Ruolo | Data di nascita   | Squadra           |
| -- | -------------- | ----- | ----------------- | ----------------- |
| -  | Park Sam-ryong | All   | 7 giugno 1968     | -                 |
| 1  | Young Oh-ji    | S     | 11 luglio 1988    | Korea Expressway  |
| 4  | Kim Sa-nee     | P     | 21 giugno 1981    | Pink Spiders      |
| 8  | Nam Jie-youn   | L     | 25 maggio 1983    | GS Caltex Seoul   |
| 9  | Yim Myung-ok   | L     | 5 maggio 1986     | KGC Ginseng       |
| 10 | Kim Yeon-koung | S     | 26 febbraio 1988  | JT Marvelous      |
| 11 | Han Yoo-mi     | S     | 5 febbraio 1982   | Corea del Sud     |
| 12 | Han Song-yi    | S     | 5 settembre 1984  | Pink Spiders      |
| 13 | Jung Dae-young | C     | 12 agosto 1981    | GS Caltex Seoul   |
| 14 | Hwang Youn-joo | S     | 13 agosto 1986    | Hyundai Hillstate |
| 15 | Kim Se-young   | C     | 4 giugno 1981     | KGC Ginseng       |
| 16 | Lee So-la      | P     | 1º settembre 1987 | Korea Expressway  |
| 17 | Yang Hyo-jin   | C     | 1º marzo 1990     | Hyundai Hillstate |

## Giappone
| N° | Nome            | Ruolo | Data di nascita   | Squadra           |
| -- | --------------- | ----- | ----------------- | ----------------- |
| -  | Yukio Taniguchi | All   | 12 novembre 1960  | -                 |
| 1  | Mariko Mori     | C     | 17 giugno 1981    | Toray Arrows      |
| 2  | Masami Yokoyama | P     | 12 dicembre 1981  | Denso Airybees    |
| 3  | Mayumi Kosuge   | P     | 20 gennaio 1982   | Okayama Seagulls  |
| 4  | Hiroko Hakuta   | S     | 20 settembre 1983 | Ageo Medics       |
| 5  | Yuki Nishiyama  | C     | 4 giugno 1986     | JT Marvelous      |
| 6  | Minami Yoshida  | L/S   | 27 maggio 1988    | Okayama Seagulls  |
| 7  | Sakura Numata   | C     | 24 luglio 1989    | Pioneer Red Wings |
| 8  | Yoshiko Ohmura  | C     | 11 dicembre 1989  | Denso Airybees    |
| 9  | Saki Minemura   | S     | 18 aprile 1990    | Toray Arrows      |
| 10 | Miku Izuoka     | S     | 2 luglio 1989     | Denso Airybees    |
| 11 | Rika Nomoto     | S     | 21 settembre 1991 | Hisamitsu Springs |
| 12 | Misato Kimura   | L     | 29 ottobre 1991   | Toray Arrows      |

## India
| N° | Nome                   | Ruolo | Data di nascita  | Squadra            |
| -- | ---------------------- | ----- | ---------------- | ------------------ |
| -  | Devidas Jadhav         | All   | 1º giugno 1948   | -                  |
| 2  | Priyanka Khedkar       | L     | 1º novembre 1984 | Indian Railways VB |
| 3  | Princy Joseph          | -     | 3 maggio 1986    | Indian Railways VB |
| 4  | Jomol Palakkamattathil | -     | 6 gennaio 1987   | Kerala Volleyball  |
| 5  | Reshma Kattuparambath  | -     | 4 febbraio 1988  | Indian Railways VB |
| 6  | Soumya Vengadan        | -     | 20 maggio 1990   | Kerala Volleyball  |
| 7  | Shibi Joseph           | -     | 11 dicembre 1982 | Indian Railways VB |
| 8  | Soorya Thottangal      | -     | 23 agosto 1989   | Kerala Volleyball  |
| 9  | Tiji Raju              | -     | 27 luglio 1986   | Kerala Volleyball  |
| 10 | Priyanka Bora          | -     | 7 gennaio 1985   | Indian Railways VB |
| 12 | Terin Antony           | -     | 2 ottobre 1985   | Indian Railways VB |
| 16 | Minimol Abraham        | -     | 27 marzo 1988    | Indian Railways VB |
| 18 | Aswani Kiran           | -     | 15 maggio 1985   | Kerala Volleyball  |

## Kazakistan
| N° | Nome                  | Ruolo | Data di nascita   | Squadra          |
| -- | --------------------- | ----- | ----------------- | ---------------- |
| -  | Bakhytzhan Baitureyev | All   | 24 dicembre 1967  | -                |
| 1  | Natalya Zhukova       | C     | 29 marzo 1980     | -                |
| 3  | Sana Jarlagassova     | S     | 21 luglio 1989    | Almaty           |
| 5  | Olga Nassedkina       | C     | 28 dicembre 1982  | Zhetyssu         |
| 6  | Olessya Arslanova     | C     | 12 dicembre 1981  | Zhetyssu         |
| 8  | Korinna Ishimtseva    | P     | 8 febbraio 1984   | Zhetyssu         |
| 9  | Irina Lukomskaya      | P     | 19 marzo 1991     | Almaty           |
| 10 | Yelena Ezau           | L     | 9 marzo 1983      | Irtysh-Kazchrome |
| 11 | Marina Storozhenko    | L     | 6 giugno 1985     | Zhetyssu         |
| 13 | Yuliya Kutsko         | S     | 18 aprile 1980    | Neve Sha'anan    |
| 15 | Lyudmila Anarbayeva   | C     | 12 novembre 1983  | Ladoga           |
| 16 | Inna Matveyeva        | S     | 12 ottobre 1978   | VK Samorodok     |
| 17 | Olga Drobyshevskaya   | S     | 22 settembre 1985 | Zhetyssu         |

## Maldive
| N° | Nome             | Ruolo | Data di nascita  | Squadra |
| -- | ---------------- | ----- | ---------------- | ------- |
| -  | Fathulla Waheed  | All   | 5 luglio 1969    | -       |
| 3  | Mariyam Haleem   | -     | 17 novembre 1984 | DSC     |
| 4  | Nasra Hibrahim   | -     | 8 agosto 1990    | DSC     |
| 5  | Aishath Nazima   | -     | 5 agosto 1990    | PLC     |
| 6  | Muna Muneer      | -     | 17 gennaio 1985  | ASC     |
| 7  | Aishath Saffa    | -     | 3 agosto 1989    | DSC     |
| 8  | Haleemath Sama   | -     | 14 luglio 1990   | DSC     |
| 9  | Leela Hamid      | -     | 10 febbraio 1984 | PLC     |
| 10 | Suhana Mohamed   | -     | 25 febbraio 1980 | PLC     |
| 11 | Hawwa Rashida    | -     | 25 novembre 1992 | DSC     |
| 12 | Aminath Zeena    | -     | 16 ottobre 1980  | ASC     |
| 17 | Agila Hamid      | -     | 25 ottobre 1986  | PLC     |
| 18 | Fathmath Aroosha | L     | 26 gennaio 1986  | PLC     |

## Mongolia
| N° | Nome                      | Ruolo | Data di nascita   | Squadra     |
| -- | ------------------------- | ----- | ----------------- | ----------- |
| -  | Jung Yong-ha              | All   | 6 gennaio 1962    | -           |
| 1  | Otgonbyamba Sukhbat       | -     | 22 giugno 1991    | Uurkhaichin |
| 3  | Purevsuren Altangerel     | -     | 6 aprile 1989     | Amin Burd   |
| 5  | Naranchimeg Altangerel    | -     | 30 luglio 1989    | Amin Burd   |
| 7  | Buyanjargal Purevjav      | -     | 31 agosto 1991    | Uurkhaichin |
| 8  | Enkhsaikhan Gantsetseg    | -     | 19 marzo 1990     | Amin Burd   |
| 9  | Otgontsetseg Lkhagvasuren | -     | 24 luglio 1990    | Amin Burd   |
| 10 | Khaliun Chinbold          | L     | 31 maggio 1991    | Amin Burd   |
| 11 | Tsetsegjargal Ganbold     | -     | 12 settembre 1987 | Amin Burd   |
| 12 | Munkh Erkhembayar         | -     | 30 aprile 1988    | Amin Burd   |
| 13 | Uranchimeg Amgalanbazar   | -     | 9 ottobre 1984    | Amin Burd   |
| 15 | Sunjidmaa Baaya           | -     | 24 agosto 1984    | Erchim      |
| 16 | Ulziidelger Gansukh       | -     | 13 marzo 1986     | Erchim      |

## Tagikistan
| N° | Nome                  | Ruolo | Data di nascita | Squadra |
| -- | --------------------- | ----- | --------------- | ------- |
| -  | Beknazar Mavlonazarov | All   | 10 luglio 1954  | -       |
| 1  | Shahnoza Nazirova     | -     | 14 ottobre 1987 | -       |
| 2  | Umeda Juraeva         | -     | 25 giugno 1990  | -       |
| 3  | Dilfuza Dadojonova    | -     | 2 novembre 1990 | -       |
| 4  | Safina Zoalshoeva     | -     | 2 agosto 1987   | -       |
| 6  | Sukhanoro Abdulloeva  | L     | 31 marzo 1993   | -       |
| 7  | Mushtari Jonalishoeva | -     | 4 aprile 1992   | -       |
| 8  | Asliya Gulomrasulova  | -     | 26 marzo 1988   | -       |
| 9  | Ganjina Imronshoeva   | -     | 11 giugno 1989  | -       |
| 10 | Malika Muzafarova     | -     | 27 luglio 1993  | -       |
| 11 | Nigina Muborakshoeva  | -     | 31 agosto 1990  | -       |

## Taipei cinese
| N° | Nome               | Ruolo | Data di nascita  | Squadra      |
| -- | ------------------ | ----- | ---------------- | ------------ |
| -  | Norimasa Sakakuchi | All   | 23 novembre 1946 | -            |
| 1  | Teng Yen-min       | S     | 9 febbraio 1984  | TPEC         |
| 3  | Huang Szu-chi      | C     | 31 marzo 1988    | NTNU         |
| 5  | Wu Ko-jou          | S     | 17 novembre 1985 | Taiwan Power |
| 7  | Hsieh Yi-ing       | L     | 7 ottobre 1987   | Taiwan Power |
| 8  | Tsai Yin-feng      | C     | 6 novembre 1984  | Taiwan Power |
| 9  | Liao Wan-ju        | -     | 19 aprile 1984   | -            |
| 10 | Chen Wan-ting      | -     | 25 novembre 1990 | NTNU         |
| 11 | Wu Shu-fen         | C     | 7 aprile 1989    | Taiwan Power |
| 12 | Yang Meng-hua      | L     | 15 agosto 1991   | NCUE         |
| 13 | Wen I-tzu          | C     | 31 ottobre 1991  | Hsin Min     |
| 15 | Yen Pei-ling       | P     | 5 gennaio 1986   | Taiwan Power |
| 16 | Yang Ya-chu        | P     | 8 luglio 1991    | NTNU         |

## Thailandia
| N° | Nome                         | Ruolo | Data di nascita  | Squadra   |
| -- | ---------------------------- | ----- | ---------------- | --------- |
| -  | Kiattipong Radchatagriengkai | All   | 17 luglio 1966   | Federbrau |
| 1  | Piyanut Pannoy               | L     | 10 novembre 1989 | Federbrau |
| 3  | Rasamee Supamool             | S     | 10 gennaio 1992  | Federbrau |
| 5  | Pleumjit Thinkaow            | C     | 9 novembre 1983  | Federbrau |
| 6  | Onuma Sittirak               | S     | 13 giugno 1986   | Federbrau |
| 8  | Utaiwan Kaensing             | C     | 7 settembre 1988 | Federbrau |
| 10 | Wilavan Apinyapong           | S     | 6 giugno 1984    | Federbrau |
| 11 | Amporn Hyapha                | C     | 19 maggio 1985   | Federbrau |
| 12 | Kamonporn Sukmak             | P     | 29 febbraio 1988 | Federbrau |
| 13 | Nootsara Tomkom              | P     | 7 luglio 1985    | Federbrau |
| 14 | Sutadta Chuewulim            | S     | 19 dicembre 1992 | Federbrau |
| 15 | Malika Kanthong              | S     | 8 gennaio 1987   | Federbrau |
| 18 | Em-orn Phanusit              | S     | 25 marzo 1988    | Federbrau |